# Pedro Requena
Pedro Jesús Requena Secada  (Callao, 15 de octubre de 1960) es un exfutbolista y entrenador peruano. Jugaba de defensa izquierdo, destacando en Sport Boys y en Universitario de la Primera División del Perú. Es considerado uno de los jugadores más "correctos" que haya tenido fútbol peruano, ya que pocas veces cometía faltas y raras veces fue amonestado o expulsado. Actualmente tiene 63 años.

## Biografía
Pedro Requena nació en el distrito de Bellavista, Callao, el 15 de octubre de 1960. Estudio su secundaria en el Centro Base Jósé Olaya Balandra (Hoy Institución Educativa José Olaya Balandra) de La Perla - Callao, de donde egresó en 1977. Se inicia en los juveniles del Sport Boys para luego pasar al primer equipo. Fue campeón con este club en 1984. En 1986 es contratado por Universitario, llegando a ser Capitán del equipo crema. Finalizó su carrera jugando por el Melgar. 
También posee una Academia de Fútbol en Arequipa, llamada Deport Center, donde destacan nuevos valores promovidos a equipos de Primera División de la Capital.

## Selección nacional
Ha sido internacional con la Selección de fútbol del Perú en 51 partidos entre 1983 y 1992.

### Participaciones en Copa América
| Torneo            | Sede          | Resultado    |
| ----------------- | ------------- | ------------ |
| Copa América 1983 | Sin sede fija | Semifinal    |
| Copa América 1987 | Argentina     | Primera fase |
| Copa América 1989 | Brasil        | Primera fase |

## Clubes

### Como jugador
| Club                      | País | Año       |
| ------------------------- | ---- | --------- |
| Sport Boys                | Perú | 1978-1985 |
| Universitario de Deportes | Perú | 1986-1991 |
| FBC Melgar                | Perú | 1992      |
| Sport Boys                | Perú | 1993-1994 |
| FBC Melgar                | Perú | 1995-1997 |

### Como entrenador
| Club                 | País | Año       |
| -------------------- | ---- | --------- |
| IDUNSA               | Perú | 2008-2009 |
| FBC Aurora           | Perú | 2010      |
| Independencia        | Perú | 2011      |
| FBC Piérola          | Perú | 2012      |
| Atlético Universidad | Perú | 2013-2014 |
| Sportivo Huracán     | Perú | 2014      |
| Atlético Universidad | Perú | 2016-act. |

### Como Asistente Técnico
| Club     | País | Año  |
| -------- | ---- | ---- |
| Ayacucho | Perú | 2015 |

## Palmarés

### Campeonatos nacionales
| Título                    | Club          | País | Año  |
| ------------------------- | ------------- | ---- | ---- |
| Primera División del Perú | Sport Boys    | Perú | 1984 |
| Primera División del Perú | Universitario | Perú | 1987 |
| Primera División del Perú | Universitario | Perú | 1990 |